# Chiesa di San Pietro alle Scale
La chiesa di San Pietro alle Scale si trova in via San Pietro a Siena.

## Storia e descrizione

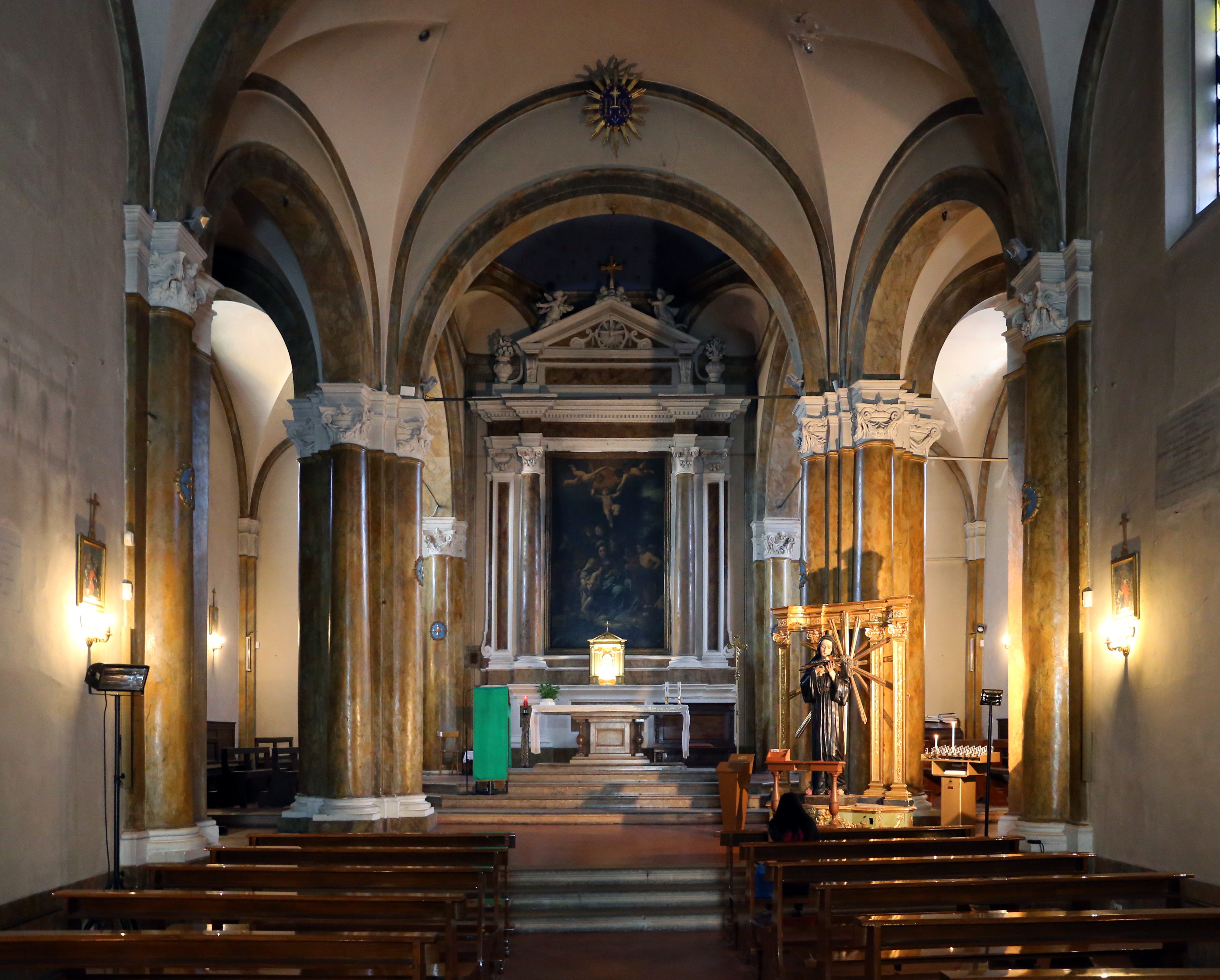
L'interno

L'edificio, d'origine duecentesca, fu radicalmente ristrutturato fra la fine del Seicento e gli inizi del Settecento. Nella facciata in mattoni e intonaco si apre il portale sormontato da un rilievo con San Pietro in gloria fra angeli.
L'interno a navata unica è contraddistinto dagli altari decorati in gesso e stucco secondo forme tardo barocche. L'opera più antica è il polittico smembrato attribuito ad Ambrogio Lorenzetti, con la rappresentazione della Madonna col Bambino e quattro santi. Vicino all'entrata un frammento d'affresco con Santa Caterina di Liberale da Verona, riferibile al 1470 circa.
Sull'altare destro è esposta la pala con l'Assunta e i Santi Bernardino da Siena, Giovanni Evangelista, Caterina da Siena e Bartolomeo con il martirio di San Giovanni Evangelista, dipinto da Francesco Rustici originariamente per la Compagnia di San Giovanni Evangelista nel 1610 circa.
All'altare maggiore è il Riposo durante la fuga in Egitto di Rutilio Manetti (1621), autore anche dello stendardo dipinto su entrambi i lati alla sinistra dell'altare, raffigurante la Madonna in gloria e due santi (sul lato rivolto verso l'altare) e Santa Caterina ed un altro santo (sul lato rivolto verso il muro). 
A Siena esiste un'altra chiesa intitolata a san Pietro e detta San Pietro alla Magione.